# جوانا فاليجو
جوانا فاليجو هي منتجة تلفزيونية وسياسية من إكوادور. تم انتخابها حاكمًا لمقاطعة جواياس في عام 2018.

## الحياة المهنية
بدأت فاليجو حياتها المهنية في السياسة في السبعينيات كمنظمة مجتمعية في أحياء غواياكيل في أورديسا وغواسمو. في هذين الأخيرين أسست مؤسسة الإدارة المدنية التي استخدمتها لبناء المدارس والملاجئ ومراكز الرعاية النهارية، مما أدى تدريجياً إلى توسيع تأثير المؤسسة على الأحياء الأخرى في غواياكيل. ستشاهد أعمال فاليجو مزينة من قبل حكومة المدينة وستقدم عرضًا فاشلاً لمنصب عمدة غواياكيل. ومع ذلك فقد منحها ترشيحها منصة إعلامية استخدمتها فاليجو لإنشاء إعلانات الخدمة العامة وعقد البرامج الحوارية.
في عام 1988 عين الرئيس رودريغو بورجا سيفالوس فاليخوس حاكمًا لغواياس في وقت كانت فيه المقاطعة تعاني من مستويات عالية من الجريمة والعنف. ومع ذلك فإنها ستستقيل في نفس العام بعد خلافات حول القيادة مع حزب الرئيس اليسار الديمقراطي.
تم تعيين فاليخو من قبل الرئيس فابيان ألاركون في مكتب وزير السياحة، وهو مكتب أدارته من عام 1997 إلى عام 1998. كانت الأهداف الأساسية لفترة ولايتها هي إنشاء تدابير وتشريعات تهدف إلى حماية جزر غالاباغوس وزيادة الاستثمار سلاسل الفنادق في الإكوادور.
في عام 2002 فازت بمقعد في برلمان الأنديز عن الحزب المسيحي الاجتماعي من 2003 إلى 2007، أصبحت فيما بعد نائب رئيس البرلمان. في عام 2007 قدمت فاليجو محاولة فاشلة ليتم انتخابها في الجمعية التأسيسية الإكوادورية.